# 1967–1968-as magyar jégkorongbajnokság
A 31. első osztályú jégkorongbajnokságban nyolc csapat indult el. A mérkőzéseket 1967. október 28. és 1968. február 18. között a Kisstadionban és a Megyeri úti jégpályán rendezték meg.

## OB I. 1967/1968
|    | Csapat        | M  | GY | D | V  | GK     | Pont |
| -- | ------------- | -- | -- | - | -- | ------ | ---- |
| 1. | Újpest Dózsa  | 14 | 12 | 1 | 1  | 123-33 | 25   |
| 2. | Ferencváros   | 14 | 11 | 1 | 2  | 106-35 | 23   |
| 3. | BVSC          | 14 | 10 | 2 | 2  | 97-35  | 22   |
| 4. | Vörös Meteor  | 14 | 8  | 1 | 5  | 63-47  | 17   |
| 5. | Bp. Előre     | 14 | 5  | 0 | 9  | 43-87  | 10   |
| 6. | Bp. Építők    | 14 | 2  | 3 | 9  | 36-75  | 7    |
| 7. | Bp. Postás    | 14 | 3  | 1 | 10 | 32-96  | 7    |
| 8. | Bp. Spartacus | 14 | 0  | 1 | 13 | 34-126 | 1    |

## A bajnokság végeredménye
1. Újpest Dózsa

2. Ferencvárosi TC

3. BVSC

4. Vörös Meteor

5. Budapest Előre

6. Budapesti Építők

7. Budapesti Postás

8. Budapest Spartacus

## Az Újpest Dózsa bajnokcsapata
Bálint Attila, Bánkúti Árpád, Boróczi Gábor, Fülöp Tamás, Galambos Béla, Hajek Péter, Kézeli Pál (kapus), Klink János, Kovácshegyi Pál, Lőrincz Ferenc, Molnár Tibor, Molnár Károly, Palotás János, Palotás József, Patócs Péter, Simmel János, Szikra István, Vedres Mátyás (kapus), Zsitva Viktor
Edző: Szamosi Ferenc